# Porsche Tennis Grand Prix 2013 - Qualificazioni singolare
Le qualificazioni del singolare  del Porsche Tennis Grand Prix 2013 sono state un torneo di tennis preliminare per accedere alla fase finale della manifestazione. I vincitori dell'ultimo turno sono entrati di diritto nel tabellone principale. In caso di ritiro di uno o più giocatori aventi diritto a questi sono subentrati i lucky loser, ossia i giocatori che hanno perso nell'ultimo turno ma che avevano una classifica più alta rispetto agli altri partecipanti che avevano comunque perso nel turno finale.

## Giocatrici

### Teste di serie
1. Peng Shuai (secondo turno)
2. Marina Eraković (primo turno)
3. Garbiñe Muguruza (ultimo turno)
4. Mirjana Lučić-Baroni (qualificata)

1. Mónica Puig (secondo turno)
2. Bethanie Mattek-Sands (qualificata)
3. Shahar Peer (ultimo turno)
4. Anastasija Rodionova (primo turno)

### Qualificate
1. Bethanie Mattek-Sands
2. Dinah Pfizenmaier

1. Nastassja Burnett
2. Mirjana Lučić-Baroni

## Tabellone qualificazioni

### 1ª sezione
|  | Primo turno        | Primo turno           | Primo turno           | Primo turno | Primo turno |  |  | Secondo turno | Secondo turno         | Secondo turno      | Secondo turno         | Secondo turno         |   |   | Ultimo turno | Ultimo turno       | Ultimo turno       | Ultimo turno | Ultimo turno |  |
|  |                    |                       |                       |             |             |  |  |               |                       |                    |                       |                       |   |   |              |                    |                    |              |              |  |
|  | 1                  | Peng Shuai            | Peng Shuai            | 7           | 6           |  |  |               |                       |                    |                       |                       |   |   |              |                    |                    |              |              |  |
|  |                    | Jill Craybas          | Jill Craybas          | 5           | 4           |  |  | 1             | Peng Shuai            | Peng Shuai         | 1                     | 5                     |   |   |              |                    |                    |              |              |  |
|  | Anna-Lena Friedsam | Anna-Lena Friedsam    | Anna-Lena Friedsam    | 6           | 6           |  |  |               | Anna-Lena Friedsam    | Anna-Lena Friedsam | 6                     | 7                     |   |   |              |                    |                    |              |              |  |
|  | Anna Zaja          | Anna Zaja             | Anna Zaja             | 1           | 2           |  |  |               |                       |                    |                       |                       |   |   |              | Anna-Lena Friedsam | Anna-Lena Friedsam | 3            | 4            |  |
|  | Kristina Barrois   | Kristina Barrois      | Kristina Barrois      | 5           | 3           |  |  |               |                       | 6                  | Bethanie Mattek-Sands | Bethanie Mattek-Sands | 6 | 6 |              |                    |                    |              |              |  |
|  | Maryna Zanevs'ka   | Maryna Zanevs'ka      | Maryna Zanevs'ka      | 7           | 6           |  |  |               | Maryna Zanevs'ka      | 2                  | 6                     | 5                     |   |   |              |                    |                    |              |              |  |
|  | WC                 | Julia Kimmelmann      | Julia Kimmelmann      | 0           | 3           |  |  | 6             | Bethanie Mattek-Sands | 6                  | 4                     | 7                     |   |   |              |                    |                    |              |              |  |
|  | 6                  | Bethanie Mattek-Sands | Bethanie Mattek-Sands | 6           | 6           |  |  |               |                       |                    |                       |                       |   |   |              |                    |                    |              |              |  |

### 2ª sezione
|  | Primo turno            | Primo turno            | Primo turno          | Primo turno | Primo turno |  |  | Secondo turno          | Secondo turno          | Secondo turno          | Secondo turno     | Secondo turno |   |   | Ultimo turno     | Ultimo turno     | Ultimo turno | Ultimo turno | Ultimo turno |  |
|  |                        |                        |                      |             |             |  |  |                        |                        |                        |                   |               |   |   |                  |                  |              |              |              |  |
|  | 2                      | Marina Eraković        | 1                    | 6           | 5           |  |  |                        |                        |                        |                   |               |   |   |                  |                  |              |              |              |  |
|  |                        | Catalina Castaño       | 6                    | 1           | 7           |  |  | Catalina Castaño       | Catalina Castaño       | Catalina Castaño       | 6                 | 7             |   |   |                  |                  |              |              |              |  |
|  | Eva Birnerová          | Eva Birnerová          | 6                    | 4           | 6           |  |  | Eva Birnerová          | Eva Birnerová          | Eva Birnerová          | 4                 | 5             |   |   |                  |                  |              |              |              |  |
|  | Julia Glushko          | Julia Glushko          | 2                    | 6           | 4           |  |  |                        |                        |                        |                   |               |   |   | Catalina Castaño | Catalina Castaño | 65           | 7            | 2            |  |
|  | Chiara Scholl          | Chiara Scholl          | 4                    | 6           | 1           |  |  |                        |                        | Dinah Pfizenmaier      | Dinah Pfizenmaier | 7             | 5 | 6 |                  |                  |              |              |              |  |
|  | Kathrin Wörle-Scheller | Kathrin Wörle-Scheller | 6                    | 4           | 6           |  |  | Kathrin Wörle-Scheller | Kathrin Wörle-Scheller | Kathrin Wörle-Scheller | 2                 | 4             |   |   |                  |                  |              |              |              |  |
|  |                        | Dinah Pfizenmaier      | Dinah Pfizenmaier    | 6           | 6           |  |  | Dinah Pfizenmaier      | Dinah Pfizenmaier      | Dinah Pfizenmaier      | 6                 | 6             |   |   |                  |                  |              |              |              |  |
|  | 8                      | Anastasija Rodionova   | Anastasija Rodionova | 2           | 4           |  |  |                        |                        |                        |                   |               |   |   |                  |                  |              |              |              |  |

### 3ª sezione
|  | Primo turno          | Primo turno          | Primo turno       | Primo turno | Primo turno |  |  | Secondo turno | Secondo turno     | Secondo turno     | Secondo turno     | Secondo turno     |   |   | Ultimo turno | Ultimo turno     | Ultimo turno     | Ultimo turno | Ultimo turno |  |
|  |                      |                      |                   |             |             |  |  |               |                   |                   |                   |                   |   |   |              |                  |                  |              |              |  |
|  | 3                    | Garbiñe Muguruza     | Garbiñe Muguruza  | 6           | 6           |  |  |               |                   |                   |                   |                   |   |   |              |                  |                  |              |              |  |
|  | WC                   | Antonia Lottner      | Antonia Lottner   | 1           | 4           |  |  | 3             | Garbiñe Muguruza  | Garbiñe Muguruza  | 6                 | 6                 |   |   |              |                  |                  |              |              |  |
|  | Mervana Jugić-Salkić | Mervana Jugić-Salkić | 2                 | 7           | 1           |  |  |               | Carina Witthöft   | Carina Witthöft   | 2                 | 4                 |   |   |              |                  |                  |              |              |  |
|  | Carina Witthöft      | Carina Witthöft      | 6                 | 5           | 6           |  |  |               |                   |                   |                   |                   |   |   | 3            | Garbiñe Muguruza | Garbiñe Muguruza | 4            | 5            |  |
|  | Zuzana Kučová        | Zuzana Kučová        | Zuzana Kučová     | 0           | 2           |  |  |               |                   |                   | Nastassja Burnett | Nastassja Burnett | 6 | 7 |              |                  |                  |              |              |  |
|  | Nastassja Burnett    | Nastassja Burnett    | Nastassja Burnett | 6           | 6           |  |  |               | Nastassja Burnett | Nastassja Burnett | 6                 | 6                 |   |   |              |                  |                  |              |              |  |
|  | WC                   | Verena Schmid        | Verena Schmid     | 3           | 1           |  |  | 5             | Mónica Puig       | Mónica Puig       | 3                 | 4                 |   |   |              |                  |                  |              |              |  |
|  | 5                    | Mónica Puig          | Mónica Puig       | 6           | 6           |  |  |               |                   |                   |                   |                   |   |   |              |                  |                  |              |              |  |

### 4ª sezione
|  | Primo turno       | Primo turno                | Primo turno       | Primo turno | Primo turno |  |  | Secondo turno | Secondo turno        | Secondo turno | Secondo turno | Secondo turno |   |   | Ultimo turno | Ultimo turno         | Ultimo turno         | Ultimo turno | Ultimo turno |  |
|  |                   |                            |                   |             |             |  |  |               |                      |               |               |               |   |   |              |                      |                      |              |              |  |
|  | 4                 | Mirjana Lučić-Baroni       | 1                 | 6           | 7           |  |  |               |                      |               |               |               |   |   |              |                      |                      |              |              |  |
|  |                   | Barbora Záhlavová-Strýcová | 6                 | 3           | 5           |  |  | 4             | Mirjana Lučić-Baroni | 6             | 4             | 6             |   |   |              |                      |                      |              |              |  |
|  | Yvonne Meusburger | Yvonne Meusburger          | Yvonne Meusburger | 6           | 6           |  |  |               | Yvonne Meusburger    | 3             | 6             | 2             |   |   |              |                      |                      |              |              |  |
|  | Gréta Arn         | Gréta Arn                  | Gréta Arn         | 2           | 1           |  |  |               |                      |               |               |               |   |   | 4            | Mirjana Lučić-Baroni | Mirjana Lučić-Baroni | 6            | 6            |  |
|  | Sandra Záhlavová  | Sandra Záhlavová           | 1                 | 7           | 6           |  |  |               |                      | 7             | Shahar Peer   | Shahar Peer   | 3 | 1 |              |                      |                      |              |              |  |
|  | Tereza Mrdeža     | Tereza Mrdeža              | 6                 | 5           | 1           |  |  |               | Sandra Záhlavová     | 7             | 4             | 4             |   |   |              |                      |                      |              |              |  |
|  | WC                | Laura Schäder              | Laura Schäder     | 1           | 0           |  |  | 7             | Shahar Peer          | 67            | 6             | 6             |   |   |              |                      |                      |              |              |  |
|  | 7                 | Shahar Peer                | Shahar Peer       | 6           | 6           |  |  |               |                      |               |               |               |   |   |              |                      |                      |              |              |  |